# Pochodzenie państwa
Pochodzenie państwa – zagadnienie z zakresu filozofii politycznej dotyczące procesu rozwoju kultury i cywilizacji ludzkiej, wskutek którego doszło do ukształtowania się instytucji państwa. Jej pojawieniu się towarzyszył długotrwały proces historyczny.
W naukach zajmujących się filozofią państwa powstało wiele teorii opisujących jego genezę, nie wykształciła się jednak jedna koncepcja, która w obiektywny sposób wyjaśniałaby przebieg tworzenia się organizacji państwowej.

## Powstanie państwa w drodze naturalnego rozwoju

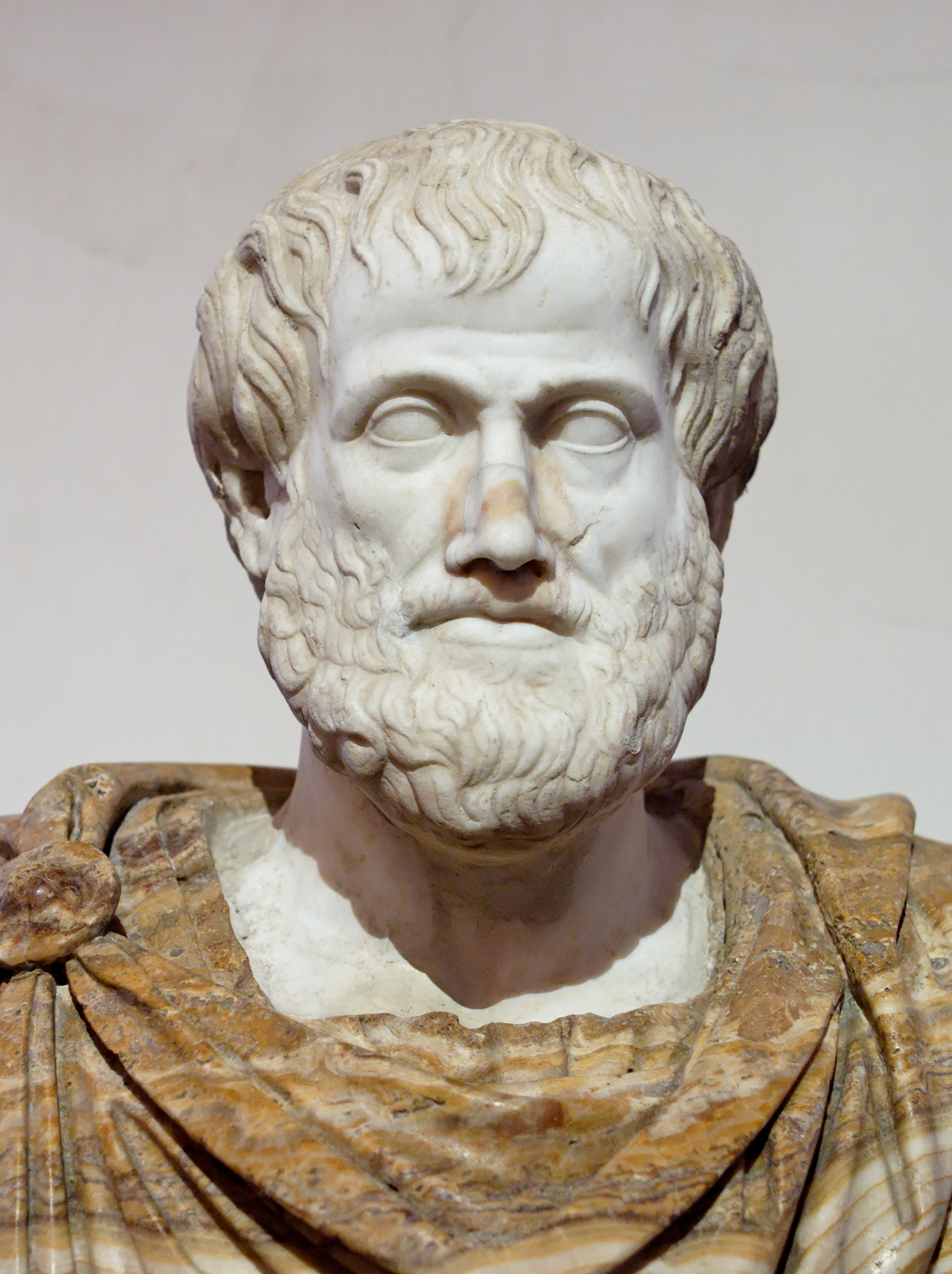
Arystoteles, twórca koncepcji naturalnego rozwoju społecznego

Koncepcję naturalnego rozwoju przedstawił Arystoteles (384–322 p.n.e.). Zgodnie z nią państwo jest naturalną i najdoskonalszą formą organizacji życia społecznego. Kształtuje się ona poprzez kolejne etapy: powstanie rodziny, gminy wiejskiej, miasta, polis i w końcu państwa.

Państwo należy do tworów natury, że człowiek jest z natury stworzony do życia w państwie, taki zaś, który z natury, a nie przez przypadek żyje poza państwem, jest albo nędznikiem, albo nieludzką istotą (...)

Arystoteles podkreślał fakt, że człowiek stworzony jest do życia w zbiorowości. Według niego wpływ ludzi, którzy dążą do zdobycia władzy rozstrzyga o charakterze organizacji państwowej. Na kształt państwa wpływ ma również gospodarka, stosunki społeczne, położenie geograficzne, wielkość terytorium itp. Był on zwolennikiem podziału zadań w państwie – wyróżnił on trzy czynniki władcze: obradujący, rządzący i sądzący. Dzięki temu w państwie panować miała sprawiedliwość i ład. Dostrzegł on, że nie wszystkie ustroje są dobre. Dobrymi formami państwa, zdaniem Arystotelesa, są: monarchia, arystokracja, politeja. Złymi zaś: tyrania, oligarchia oraz demokracja.

## Powstanie państwa w drodze podboju i przemocy

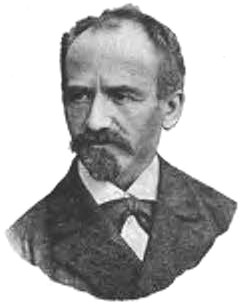
Ludwik Gumplowicz, twórca teorii podboju i przemocy

Po raz pierwszy koncepcję podboju i przemocy przedstawił Ludwik Gumplowicz (1838–1909). Odwołuje się ona do pierwotnych grup ludzkich. W myśl tej teorii grupy te przybierały postać hord (mniejszych grup) i plemion (większych grup – połączenia wielu hord). Grupy te walczyły między sobą, w związku z czym pojawiły się początki przywództwa. Jednocześnie powstały pierwsze ośrodki władzy na określonych terytoriach. Podstawowym czynnikiem tworzenia się organizacji państwa jest tu walka pomiędzy poszczególnymi grupami społecznymi. Gumplowicz twierdzi, że żadne państwo nie może powstać bez użycia siły. Władzę zdobywa plemię liczniejsze i lepiej zorganizowane, podporządkowuje sobie słabszą grupę, najczęściej czyniąc jej członków niewolnikami. 

Pierwotne powstanie państwa daje się wytłumaczyć dążeniem pewnej grupy społecznej do poprawy bytu i to samo dążenie właściwe jest innym objętym przez państwo grupom i stanowić będzie bodziec dalszego rozwoju społecznego w państwie.

Państwo rozwija się m.in. po to, by poprawić byt ludności.
Według Ludwika Gumplowicza państwo posiada siedem cech głównych:
- jest najdoskonalszą formą organizacji społeczeństwa,
- zwycięska mniejszość panuje nad większością poddanych,
- między poddanymi a panującymi zachodzi różnica ras,
- występuje prawo państwowe,
- państwo powstaje tylko w drodze walki i podboju,
- państwo musi mieć swoje terytorium,
- stosunki pomiędzy poszczególnymi państwami związane są zawsze ze stanem wojny.

Wraz z pojawieniem się państwa rozwijać zaczęły się poszczególne jego elementy, takie jak naród, stany czy klasy. Najważniejszą klasą była klasa panów (zwycięzców), najmniej ważna była klasa zwyciężonych. Z czasem zaczęła wytwarzać się również klasa średnia, która składała się m.in. z kupców.
Teoria ta budzi wiele kontrowersji. Jej przeciwnicy zauważają, że powstanie państwa jest na tyle rozległym procesem, iż przyjmowanie walki i podboju za jedyne czynniki wpływające na jego rozwój jest dużym uproszczeniem.

## Powstanie państwa w drodze umowy społecznej

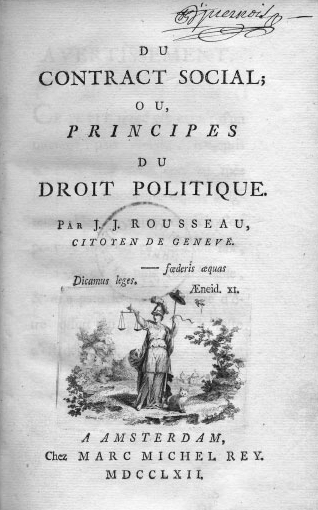
Pierwsze wydanie Umowy społecznej autorstwa Jeana-Jacques'a Rousseau, 1762

Myśl związaną z umową społeczną zapoczątkowali Thomas Hobbes (1588–1679) oraz Jean-Jacques Rousseau (1712–1788). Koncepcja ta opiera się na umowie między jednostkami, które (w myśl tej teorii) są zbyt słabe, by samodzielnie dbać o własne potrzeby. Skutkiem zawarcia umowy społecznej jest powstanie organizmu, który będzie suwerennie sprawował władzę – państwa.
Hobbes zwrócił uwagę na to, że poszczególnym jednostkom bardziej opłaca się żyć w pokoju niż w ciągłej wojnie, która wiąże się bezpośrednio ze stanem natury. Ludzie zawierają umowę „każdy z każdym” i powierzają władzę suwerenowi, który stoi na straży stworzonego wcześniej prawa. Powstaje państwo (nazwane przez Hobbesa Lewiatanem), któremu wszyscy poddani są bezwzględnie posłuszni i podporządkowani. 

Przez to bowiem upoważnienie, jakie mu daje każdy poszczególny człowiek w państwie, rozporządza on tak wielką mocą i siłą mu przekazaną, że strachem jest przed tą mocą kształtować wolę wszystkich ludzi i zwracać ją w kierunku pokoju wewnętrznego oraz wzajemnej pomocy przeciw wrogom zewnętrznym.

Drugi przedstawiciel tej koncepcji, Jean-Jacques Rousseau, uważał, że rozwój materialny, z czym wiązał się również rozwój rolnictwa, przyczynił się do pojawienia się organizacji państwa. Rozwój tych dwóch dziedzin spowodował wykształcenie się życia społecznego oraz pojawienie się prywatnej własności. Społeczeństwo zgodziło się na tzw. umowę zrzeszenia, która zapoczątkowała powstanie państwa. Pojawił się nowy podział społeczeństwa: rządzący i rządzeni. Umowa zrzeszenia spowodowała ukształtowanie się rządów despotycznych, dlatego też część społeczeństwa chciała wrócić do umowy społecznej, która nawoływała do wolności dla wszystkich ludzi.

Porozumienie społeczne sprowadza się do następujących pojęć. Oddając swoją osobę i wszystkie swoje prawa we władanie woli ogółu w rezultacie otrzymujemy jedno ciało (społeczne), którego każdy członek staje się nierozerwalną częścią.

Obaj myśliciele utrzymywali, że to państwo powinno służyć ludziom.

## Patriarchalna koncepcja genezy państwa

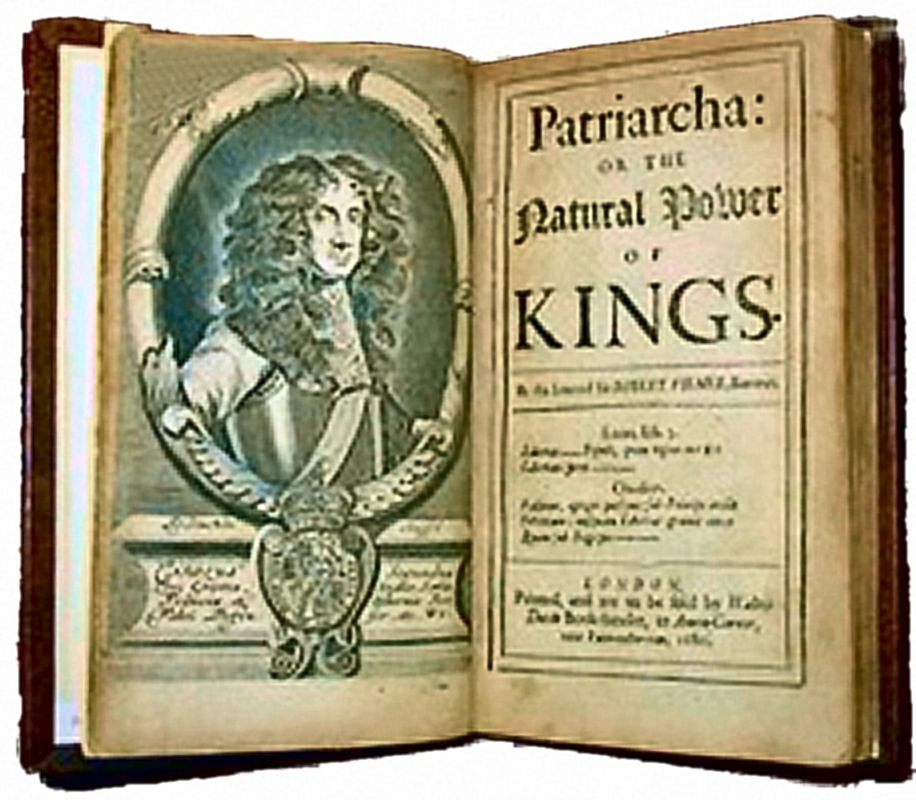
Patriarcha Roberta Filmera, Londyn: 1680

W traktacie filozoficznym Patriarcha, opublikowanym w roku 1680, Robert Filmer przedstawił swoje rozważania o pochodzeniu władzy państwowej. Swoją koncepcję opierał na przekonaniu, że pochodzi ona od Boga, zatem królowie uosabiający władzę we współczesnych Filmerowi czasach mieli tzw. boskie prawo, gwarantujące im absolutną władzę nad państwem. Argumentacja twórcy tej teorii odnosi się do biblijnego zarysu historii jako uniwersalnej prahistorii ludzkości (Bóg, namaszczając pierwszego mężczyznę – Adama – dał mu pełnię władzy nad światem).

## Powstanie państwa w drodze rozpadu wspólnot ludzkich

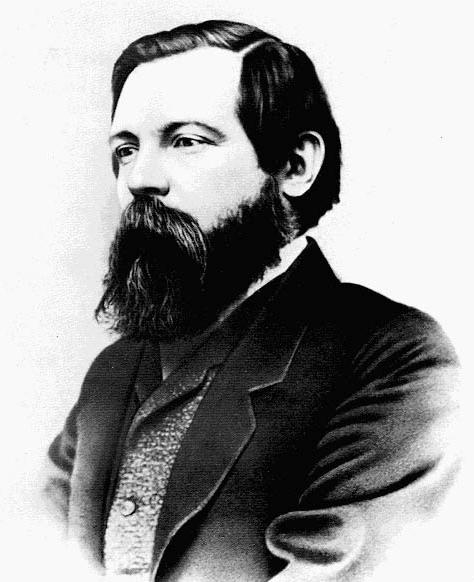
Fryderyk Engels

Przedstawicielem teorii rozpadu pierwotnych wspólnot ludzkich jest Fryderyk Engels (1820–1895). Zakłada ona, że w wyniku ich rozpadu powstają poszczególne grupy społeczne. Wspólna własność zaczyna przekształcać się w gospodarkę indywidualną. Doskonalenie metod pracy powoduje podział społeczeństwa na rodzaj wykonywanej pracy i tym samym powstają zróżnicowane klasy społeczne. W społeczeństwie rodzi się nietolerancja dla klas niższych. Rody przekształcają się w państwo. Droga do tej zmiany jest dość długa. Grupą rządzącą staje się stan najbogatszy. Engels pisze, że klasy o sprzecznych interesach ekonomicznych nie „pożarły nawzajem siebie i społeczeństwa w bezpłodnej walce“, a niezbędna stała się potęga stojąca pozornie ponad społeczeństwem, która miała tłumić te konflikty, utrzymywać je w granicach porządku. Tą potęgą, która wyrosła ze społeczeństwa, ale stawia się nad nim i coraz bardziej wyobcowuje się z niego, jest państwo.
Koncepcję tę popierał również Włodzimierz Ulianow – Lenin (1870–1924), który również uważał, że początkiem państwa było wyodrębnienie się poszczególnych klas społecznych. Engels oraz Lenin stworzyli marksistowską doktrynę pochodzenia państwa, która głosi, że niezbędne do prawidłowego rozwoju państwa jest zniesienie podziału społeczeństwa na klasy.

## Historyczny model powstania państwa
Historyczny model genezy państwa stworzył polski historyk Henryk Łowmiański w oparciu o powstanie państwa u ludów słowiańskich. Opisał on dwa modele państwa: model ustroju plemiennego w jego późnej fazie oraz model ustroju państwowego we wczesnej fazie. Zauważył on, że niektóre elementy poszczególnych modeli są bardzo podobne. Proces przechodzenia z jednego ustroju do drugiego spowodowany był problemami wewnętrznymi.
W ustroju plemiennym znalazły się następujące elementy:
- podstawową jednostką jest plemię,
- występuje tam demokracja,
- decyzje podejmuje wiec,
- klasą panującą jest starszyzna plemienna,
- ludność, nawet najbiedniejsza, jest wolna,
- system skarbowy kontrolowany przez wiec,
- siła militarna oparta na pospolitym ruszeniu,
- występują tam sądy plemienne i sędziowskie.

Elementy znajdujące się w ustroju państwowym:
- podstawą państwa są dawne terytoria plemienne, małe plemiona tracą znaczenie,
- na czele państwa stoi książę uzależniony od plemienia,
- podział na klasy,
- plemienni wojownicy przekształcają się w klasę rycerską (późniejszą klasę szlachecką),
- plemienni rzemieślnicy i rolnicy przekształcają się w klasę mieszczańską i włościańską zwaną również kmieciami,
- książę przejmuje skarb plemienny,
- rycerze służą jako wasale, ludność mobilizowana jest w razie najazdu wroga,
- sądy plemienne przekształcają się w sądy książęce.

## Inne koncepcje
Problematyki pochodzenia państwa podejmowało się także wielu innych myślicieli i socjologów. Do najważniejszych teorii zaliczyć można następujące:
- teistyczna – najstarsza, zakładająca, że państwo powstało dzięki działaniu siły nadprzyrodzonej,
- teologiczna – autorstwa św. Augustyna; zakłada ona, że idea władzy pochodzi od Boga, natomiast państwo jest formą wykształconą przez człowieka i powinno wzorować się na państwie niebieskim[4],
- solidarystyczna – stworzona przez Émile’a Durkheima; w myśl tej teorii państwo jest formą solidarnego dzielenia się obowiązkami pomiędzy wszystkich obywateli,
- psychologistyczna – autorem jest Leon Petrażycki, który twierdził, że stworzenie instytucji państwa ma swoje źródło w psychologicznych potrzebach człowieka – państwo jest zatem formą ich zaspokajania,
- teoria według katolickiej nauki społecznej – koncepcja, zgodnie z którą państwo istnieje w świadomości człowieka i ma za zadanie służyć poprawie jakości bytu obywateli,
- funkcjonalna – koncepcja dominująca we współczesnych naukach zajmujących się teorią państwa; głosi ona, że państwo to ostatnia forma życia społecznego, do której dążą wszystkie społeczeństwa; autorstwo przypisuje się Aureliuszowi Augustynowi.

Na podstawie powyższych modeli możemy przyjrzeć się ewolucji, która doprowadziła do powstania instytucji państwa.